# アベリー・ブランデージ
アベリー・ブランデージ（英: Avery Brundage, 1887年9月28日 - 1975年5月8日）は、アメリカ合衆国のスポーツ選手で、国際オリンピック委員会（IOC）の第5代会長などを務めたスポーツ界の重鎮。その親ナチス的・
反ユダヤ的な態度、あるいは人種主義的とも取れる言動は、たびたび論争の的となった。
なお名の「アベリー・ブランデージ」はIOC会長当時に日本の報道で使われることの多かった不正確なカナ転写が定着してしまったもので、原語での実際の発音はエイヴリー・ブランデッジに近いものとなる。また今日ではエイベリー・ブランデージの表記も散見するようになった。

## プロフィール

### 生い立ち
ミシガン州デトロイトで生まれたブランデージは、イリノイ大学アーバナ・シャンペーン校で土木工学を学び、1909年に同大学を卒業した。数年後、ブランデージは自身の会社であるアベリー・ブランデージ社を設立、1947年までシカゴ周辺で建設業を営んだ。

### 陸上選手
ブランデージは万能型のスポーツ選手で、1912年夏季ストックホルムオリンピックでは近代五種競技と十種競技に出場、それぞれ6位と16位に終わった。また1914年、1916年、1918年に全米選手権で優勝した。

### アメリカオリンピック委員会
1928年、ブランデージは全米体育協会（AAU）の会長となり、翌1929年にはアメリカオリンピック委員会（USOC）の会長に就任した。また1930年には国際陸上競技連盟（IAAF）の副会長の座に就いた。

### 反ユダヤと親ナチ
1936年のベルリンオリンピックではユダヤ系ドイツ人が排除されたため、これをボイコットしようとする動きが盛んであったが、USOCの会長だったブランデージはそれらの動きをすべて否定した。そして、選手に対して同オリンピックのボイコットを働きかけていたアーネスト・リー・ヤンキーが国際オリンピック委員会（IOC）理事会から放逐されると、ブランデージはその後釜となった。
同オリンピックの400mリレー競技では、当日の朝になってアメリカ代表のマーティ・グリックマンとサム・ストラーがチームから外され、ジェシー・オーウェンズとラルフ・メトカーフに交代する事件が起きた（アメリカのトラック競技代表チームの中で、グリックマンとストラーの2人だけがユダヤ系であった）。グリックマンは後年になって、その決定がブランデージの圧力によるものであった可能性を語っている。
ブランデージは後にドイツのアドルフ・ヒトラー率いるナチス体制を賞賛する発言を行い、これがドイツ支持であるとして、アメリカ優先委員会から除名された。

### IOC会長
第二次世界大戦中にIOC会長を務めていたアンリ・ド・バイエ＝ラトゥールの死後、1945年にブランデージはIOC副会長に就任した。このときのIOC会長はジークフリード・エドストレームが務めていたが、エドストレームが1952年に引退するとブランデージが後任となった。
IOC会長在任中のブランデージは、いかなる形であれオリンピックにプロフェッショナリズムが持ち込まれることに強く反対した。しかし、この態度は次第にスポーツ界からも、また他のIOCメンバーからも賛同を得られなくなっていった。こうした変化はいくつかの議論を起こすような事件によって引き起こされたものであった。
その一つとして、1972年冬季札幌オリンピックでオーストリアのカール・シュランツが、スキー用品メーカーからスポンサー料を貰っていたことを理由に「走る広告塔」と決めつけ競技から排除された事件がある。また、1968年の夏季メキシコシティーオリンピックでは、トミー・スミスとジョン・カーロスがメダル授与式において、ブラックパワー運動への賛意として拳を突き上げるパフォーマンスを行った。これに対してブランデージは、両選手を選手村から追放し、出場停止処分とした。

### ミュンヘンオリンピック事件
ブランデージの名を特に世間に知らしめた事件として、1972年夏季ミュンヘンオリンピックにおける決定がある。9月5日にパレスチナ過激派が選手村を襲い、ユダヤ人国家であるイスラエルの代表選手11人が殺害されたミュンヘンオリンピック事件の後、ブランデージはオリンピック開催を継続する決定を下したのである。ブランデージへの非難は多かったものの、オリンピックから去る選手はほとんどいなかった。
9月5日の競技は全て順延となり、翌日にはオリンピックスタジアムにおいて、8万人の観衆と3千人の選手たちによって追悼式が営まれた。多くの聴衆の怒号が渦巻く中、ブランデージは追悼演説において殺されたイスラエルの選手には一切言及せず、代わりにオリンピック運動の強さを賞賛した。
ブランデージは、アパルトヘイト政策を理由にローデシアがオリンピックから除外されていることに対して、強い反対を唱えていた。ミュンヘン事件の後、ブランデージはイスラエル人選手が殺害されたことと、ローデシア人選手に門戸を閉ざすことは、同じレベルの犯罪的行為であると主張した。

### 引退
ブランデージはミュンヘンオリンピック後にIOC会長を退いた。ブランデージは2006年現在に至るまで、IOC会長を務めた唯一のアメリカ人である。IOC会長を退任して3年経った1975年、ブランデージは西ドイツ（当時）のガルミッシュ＝パルテンキルヒェンで死去した。
1972年の第11回冬季オリンピック札幌大会開催の功績に感謝し、札幌市の藻岩山神社に祭神として祀られている。

## 美術コレクターとして
スポーツ以外の分野においては、ブランデージはアジア美術の蒐集家として名をはせた。収集は、1927年に日本の根付を購入したことに始まり、最終的には絵画、陶器、彫刻、青銅器、翡翠や木造彫刻、象牙の彫り物などアジア全域の美術品を集めた膨大なコレクションを作り上げた。1950年代の終わりにはそのコレクションは個人の手には負えない規模になっており、ブランデージは自分のコレクションを美術館に、それもアジアへの窓口となる西海岸の美術館に寄贈することを考え始めた。まず、カリフォルニア大学バークレー校と、スタンフォード大学が候補となったが、ブランデージのコレクションの量は両大学が扱える範囲を超えていた。結局ブランデージはコレクションをサンフランシスコ市に提供することを申し出、市側もこれを熱意を持って受け入れた。1959年双方は合意書に署名、市はゴールデン・ゲート・パークにあるデ・ヤング美術館に併設する新館建設の資金を集めること、寄贈された作品をアベリー・ブランデージ・コレクションと名付けることなどを約束した。1966年には公開が始まり、数回、また遺贈としても、自身のコレクションをサンフランシスコ市に寄贈している。約7700点。その日本絵画コレクションは、特定分野、特定画家への作品集中度にはやや欠ける傾向にあるが、逆に言えばある特定の分野に偏っておらず、ブランテージ自身が慎重に選びぬいた優品が揃っている。これらの寄贈物を保存・展示する場所としてサンフランシスコ・アジアン・アート・ミュージアム (Asian Art Museum of San Francisco) が設立された（2003年時点で、なお過半数がブランデージの寄贈物で占められている）。

## 参考資料
- 日本経済新聞社 アプトインターナショナル編集 『アメリカが愛した日本 サンフランシスコ・アジア美術館所蔵 ブランデージ・コレクション日本絵画名品展』図録、小林忠 榊原悟 島尾新監修、1995年
- Stefan Huebner, Pan-Asian Sports and the Emergence of Modern Asia, 1913-1974. Singapore: NUS Press, 2016.